# رام زهرون
رام زهرون (المندائية: ࡓࡀࡌ ࡆࡉࡄࡓࡅࡍ) كان كاهنًا مندائيًا من القرن التاسع عشر. ورغم أنه كان في البداية علمانيًا متعلمًا (يالوفا)، إلا أنه اشتهر بإحياء الكهنوت المندائي مع ابن عمه يحيى بهرام بعد أن أودى وباء الكوليرا بحياة جميع الكهنة المندائيين الأحياء عام 1831. وقد ذُكر اسمه في صفحات العديد من المخطوطات المندائية.
وكان رام زهرون معروفًا أيضًا بشكل غير رسمي بين المندائيين باسم الشيخ عبد الله.:183

## وقت مبكر من الحياة
وُلِد رام زهرون في وقت ما خلال القرن الثامن عشر باعتباره ابنًا للكاهن المندائي سام بيهرام (المندائية: ࡎࡀࡌ ࡁࡉࡄࡓࡀࡌ)، وينتمون إلى عائلتي عزيز وكوباشيا (خفاجي).

## إحياء الكهنوت المندائي
كان رام زهرون وابن عمه الأصغر يحيى بهرام اثنين من الشغندة (مساعدي الكهنة) الذين كانوا أبناء الكهنة المتوفين في أعقاب وباء الكوليرا عام 1831. معًا، واصل الاثنان إحياء الكهنوت المندائي من خلال البدء في كل منهما الآخر كتارميدا (كهنة صغار)، ولاحقًا كغانزيبرا (كهنة كبار)، في سوق الشيوخ، العراق. ونتيجة لذلك، تذكر المخطوطات المندائية يحيى بهرام على أنه ابن رام زهرون، حيث يندرج المبادرين الكهنة للكهنة والكتبة على أنهم "آباء" في الأنساب الروحية المندائية، وليس آبائهم البيولوجيين. في سوق الشيوخ، قاموا أيضًا ببدء 13 يالوفا آخرين (المندائيين المتعلمين) ككهنة.
وبعد ذلك، خدم رام زهرون كجندي في مدينتي تستر ودزفول في خوزستان.
توفي رام زيهرون في منتصف أو أواخر القرن التاسع عشر.

## العائلة
نجت بيبا مدلل، زوجة رام زيهرون، وشقيقة يحيى بهرام، من وباء الكوليرا عام 1831. ينحدر والدها من عائلتي كاميسيا وريش دراز.:71كانت كاتبة نسخت كتاب جينزا رابا، وكانت أيضًا كاهنة من المرجح أنها بدأت قبل وباء الكوليرا عام 1831. كانت بيبيا مدلل أيضًا جدة الشيخ نجم (أو الشيخ نجم)، الذي نسخ العديد من المخطوطات لصالح إي إس دروور. وُلد الشيخ نجم في حويزة بإيران عام 1892، وعاش في خرمشهر في شبابه المبكر، وانتقل إلى قلعة صالح بالعراق عام 1914.
كان رام زهرون أيضًا جد الشيخ عبد الله خفاجي (أو عبد الله خفاجي) في الأهواز.

## العمل ككاتب
قام رام زهرون شخصيًا بنسخ بعض المخطوطات المندائية المحفوظة حاليًا في مجموعة دراور (اختصارًا DC)، وهي مجموعة من المخطوطات المندائية جمعها إي إس دراور في أوائل القرن العشرين. وتشمل هذه المخطوطات DC 7 (مخطوطة الأنهار)، DC 9 (مخطوطة حران كويثا)، DC 22 (مخطوطة كنزا ربا).